# Герб Ядрина

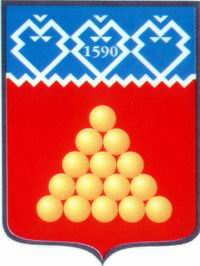
Герб Ядерної 1989

Герб Ядріна — один з офіційних символів міста Ядрін Чуваської Республіки Російської Федерації.
Затверджений 28 червня 1989 року Ядринською міськрадою народних депутатів

## Опис та обґрунтування символіки
Офіційний опис:
У нижній частині щита залишилися чорні ядра на червоному полі (як і на історичному гербі), але у верхній частині щита замість герба Казані був доданий Чуваський орнамент. У центрі орнаменту дата заснування міста — «1590»
Автор — В. Н. Разумов.
Сучасна версія герба Ядріна відповідає історичному пожалуванню 1781 року з урахуванням змін, що відбулися в російській геральдиці.

Відомий також варіант герба Ядріна з жовтим поясом: за книгою Н. А. Соболєвої
У червленому щиті з підвищеним золотим поясом піраміда з чорних ядер. У червленій же главі щита срібні фігури чуваського орнаменту: в центральній — на золотому полі червлені цифри 1590

## Історія

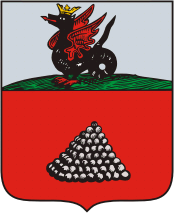
Герб Ядрiн 1781

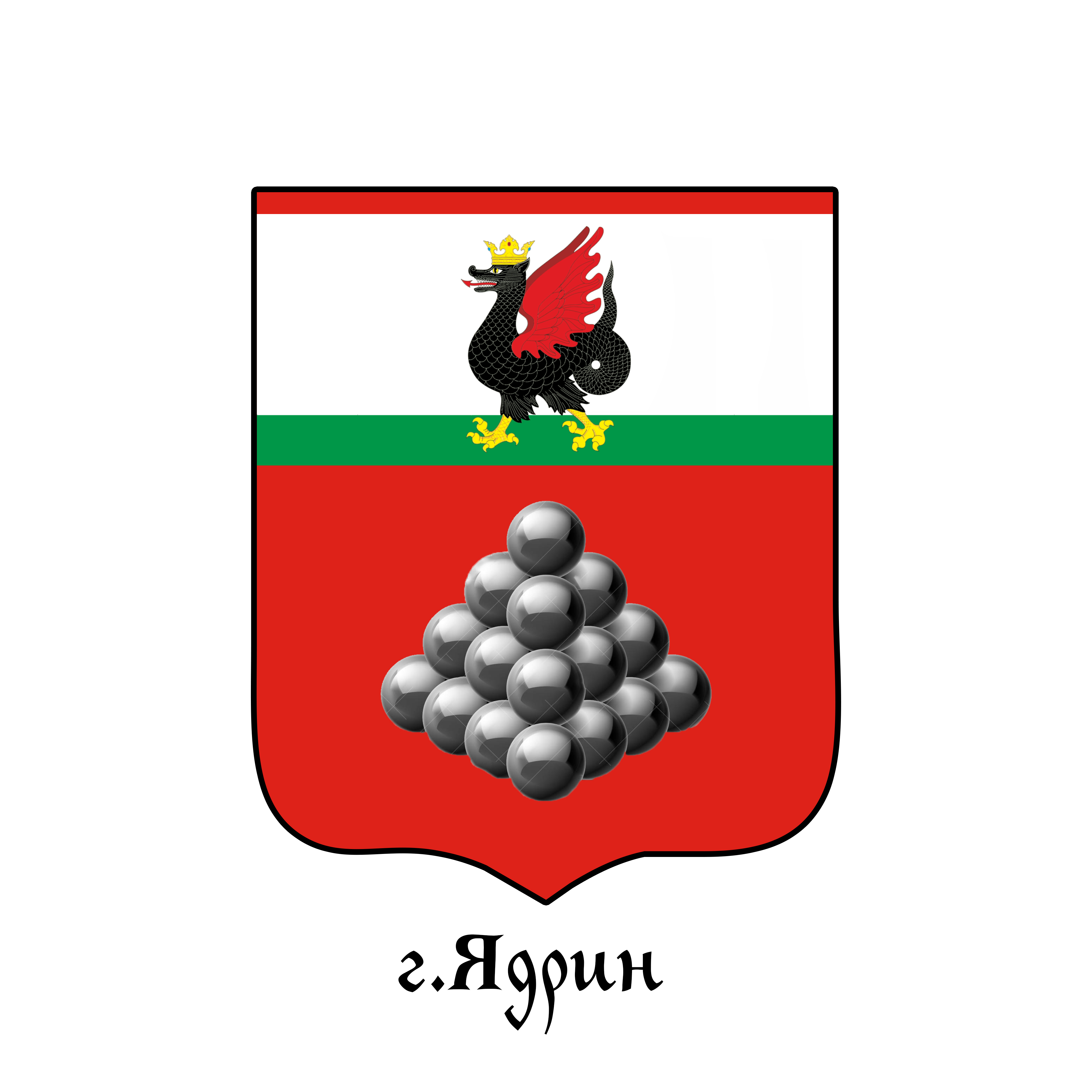
Герб Ядрiна 1781 сучасна замальовка

### Герб 1781 року

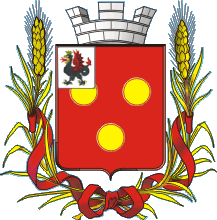
Герб Ядрiна 1859 не був затверджений

Перший герб Ядріна затверджений 18 жовтня 1781 року разом з іншими гербами Казанського намісництва: 
«Ядрінской. Трикутною пірамідою складені гарматні чавунні ядра в червоному полі, що означають собою ім'я цього міста».
«У означення того, що місто належить Казанському намісництву» у верхній частині щита доданий герб Казанський — « змій Чорний під короною золотою, Казанською, крила червоні, поле біле»

### Герб 1859 року
У 1859 році в ході геральдичної реформи б. Кене був розроблений проект нового герба міста:
У червленому полі 3 золоті візантійські монети, 2 і 1

Щит оточували золоті колосся, з'єднаними Олександрівською стрічкою.
Проект не був затверджений.

### Герб 1989 року
28 червня 1989 року Ядринська міськрада народних депутатів затвердила нову версію міського герба. Автор проекту — В. Н. Разумов.
У нижній частині щита залишилися чорні ядра на червоному полі (як і на історичному гербі), але у верхній частині щита замість герба Казані був доданий Чуваський орнамент. У центрі орнаменту дата заснування міста — «1590»

## Примітка

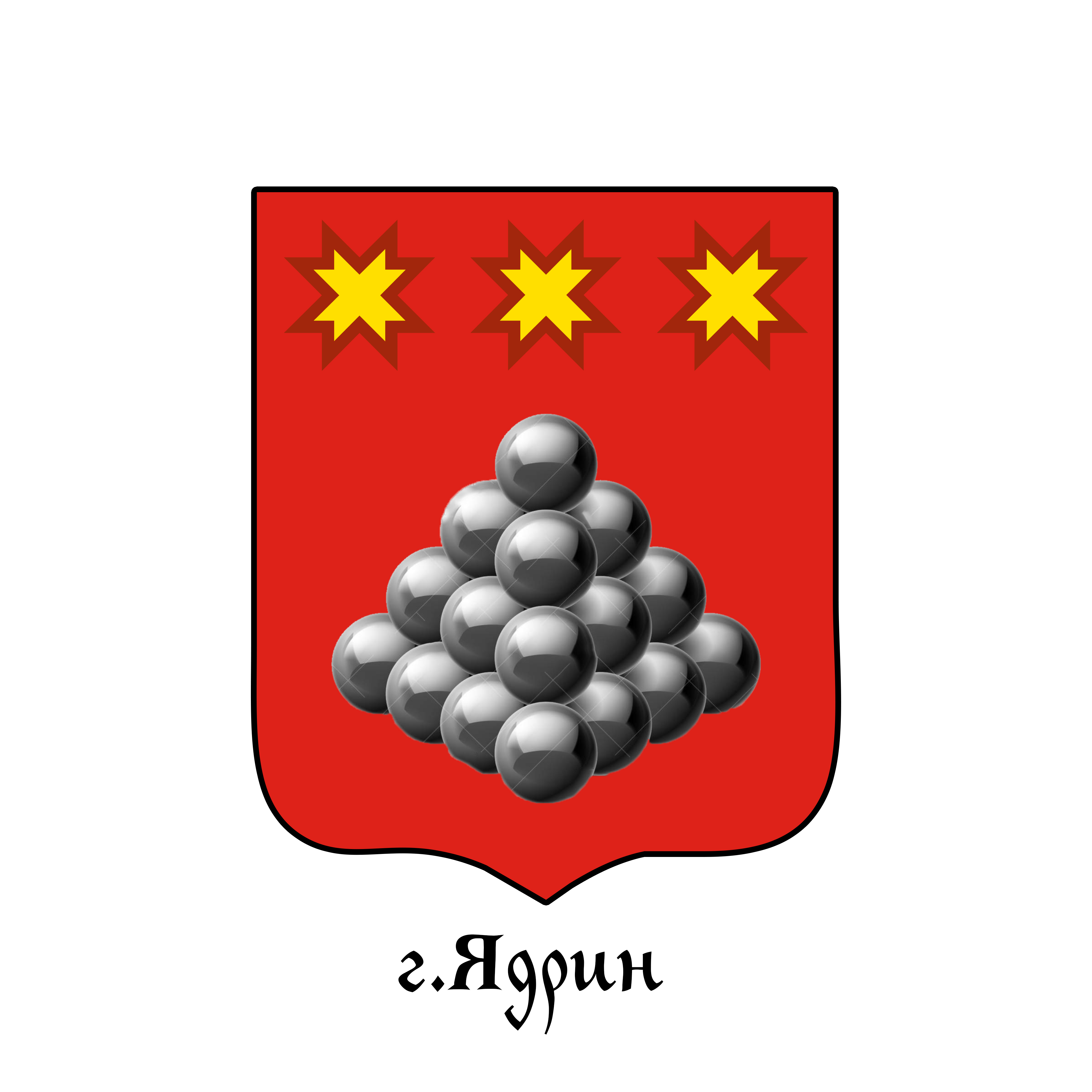
Варіант герба Ядріна 2015, не затверджений

- г. Ядрин, Ядринский район (Чувашия)
- Фон Винклер П. П. Гербы городов, губерний, областей и посадов Российской Империи, внесенные в Полное Собрание законов с 1649 по 1900 год. — СПб.: Издание книготорговца Ив. Ив. Иванова, типография И. М. Комелова, Пряжка д.3, 1899. — С. 164. — 312 с.